# Kis-Hincó-tó
A Kis-Hincó-tó (szlovákul Malé Hincovo pleso, lengyelül Mały Staw Hińczowy) a Magas-Tátrában a Menguszfalvi-völgyben 1921 m tengerszint feletti magasságban fekvő gleccsertó. A 265 m hosszú és 130 m széles tó 2,22 hektár területen fekszik. Legmélyebb pontja 6,4 m. A Würm-glaciális végén a gleccserek maradványaként keletkezett. Lefolyása nincs. Felszínét átlagosan az év 230 napján jég borítja.

## Fordítás
- Ez a szócikk részben vagy egészben a Malé Hincovo pleso című cseh Wikipédia-szócikk ezen változatának fordításán alapul.  Az eredeti cikk szerkesztőit annak laptörténete sorolja fel. Ez a jelzés csupán a megfogalmazás eredetét és a szerzői jogokat jelzi, nem szolgál a cikkben szereplő információk forrásmegjelöléseként.